# Helena Braun
Helena Braun (Düsseldorf, 1903; Sonthofen-Allgäu, 1990) fue una soprano dramática alemana.

## Trayectoria
Estudió en Düsseldorf y Cologne como contralto cambiando a soprano en 1933, habiendo debutado en 1928 en Coblenza.
Perteneció a los elencos de los teatros de Wuppertal, 1932; Wiesbaden, 1933-1940; Munich 1940 y la Wiener Staatsoper, 1939-1949. cantando en el Festival de Salzburgo ( 1941-1942) y en Berlín, Hamburgo, Stuttgart , La Scala, Covent Garden, Grand Opéra Paris, Roma, Monte Carlo y el Metropolitan Opera.
Su repertorio incluyó Donna Elvira, Donna Anna, Leonore, Martha (Tiefland), Venus, Brünnhilde, Waltraute, Ortrud, Kundry, Senta, Isolde, Octavian, [Elektra (ópera)|[Elektra]], Herodias, Klytämnestra, Ariadne, Ulrica, Aida, Amneris, Carmen y Santuzza.
En 1948-50 participó en El anillo del nibelungo de Wagner con su esposo, Gertrud Grob-Prandl, Elisabeth Höngen, Hilde Konetzni y otras luminarias dirigido por Rudolf Moralt (1902-1958), sobrino de Richard Strauss y desaparecido prematuramente.

## Vida personal
Estuvo casada con el bajo-barítono Ferdinand Frantz.

## Discografía de referencia
- Mozart: Die Hochzeit Der Figaro /Clemens Krauss
- Wagner: Lohengrin / R. Kraus
- Wagner: Tristan und Isolde / Hans Knappertsbusch
- Wagner: Lohengrin / Jochum
- Wagner: Der Ring des Nibelungen / Moralt
- Wagner: Wesendonck Lieder / Hans Rosbaud, 1950